# 伏線

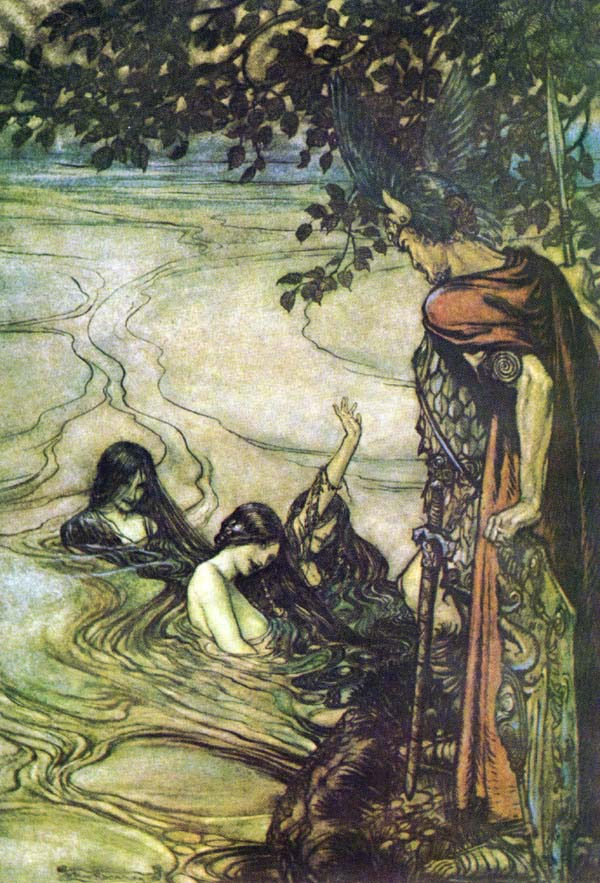
ワーグナー『ニーベルングの指環』より。ラインの乙女たちがジークフリートに与える警告は、のちに起こる「神々の黄昏」への伏線となる（アーサー・ラッカム画）

伏線（ふくせん）とは、物語や作劇上の技術のひとつで、進行上の将来に起こる（知らされる）重要な内容について、因果関係（線）を伏せて事前に示唆しておく手法である。読者や聴衆の失望を回避するため、あるいは感興を引き起こすために用いられる。時には登場人物によるはっきりした予言といった形をとることもある。
ミスリードとなるように企まれた伏線はレッドへリング（燻製ニシンの虚偽）と呼ばれる。また伏線と似た物語上の技術にフラッシュフォワードと呼ばれるものがある。伏線が暗示やほのめかしにとどまるのに対して、フラッシュフォワードは物語上において後で描かれる場面の一部を、読者・観衆に前もって明示的に描出する手法である。
米国の文芸評論家ゲイリー・モアソンは、「伏線」(foreshadowing) のアナロジーで、その逆を意味する“sideshadowing”という概念を提示している。これはトルストイやドストエフスキーの長編小説に顕著にみられるもので、物語上で描かれるある場面が、後で振り返ると物語の主筋とは何の関係もなかったことが分かるというものである。モアソンによれば、こうした方法はフィクションの真実らしさの度合いを高めるのに役立つ。なぜなら、読者は現実の生活が小説のように首尾一貫したものではないことを知っているからである。そしてこうした方法によってもたらされる構成欠如の感覚は、読者に現に起こる出来事の意味を問い、解釈させることを促す。